# Jeanne Deny
Pour les articles homonymes, voir Deny (homonymie).
Jeanne Deny, née le 8 mars 1749 à Paris et morte le 13 février 1836 à Bordeaux, est une graveuse française.

## Biographie
Jeanne Deny naît en 1749 à Paris.
Elle est l'élève de Jean-Jacques Le Veau qui en 1765 épousera sa sœur Marie-Geneviève Deny. Le couple aura trois enfants dont la fille aînée Victoire sera également graveur.
Elle travaille à Paris de 1770 à 1815.
Les œuvres de cette artiste sont fort recherchées par les amateurs. Elle illustre des œuvres de Voltaire et de La Fontaine.

## Œuvres
Ses principales œuvres sont les suivantes :
- ainsi que d'autres graveurs tel que Canot, Lempereur, Avril, Woollett etc., Jeanne Deny reproduit en gravure plusieurs dessins de Jean Pillement premier peintre du roi de Pologne. Pour cet artiste elle réalise les gravures suivantes : six gravures en taille douce représentant des Baraques chinoises[6], six gravures de Fontaines chinoises[7], six Tentes chinoises[8] et six autres de Fleurs idéales composées avec des plumes[9], Vue des montagnes près d'Alexandrie[10]
- Vue générale d'Autun , (14,9 × 22,1 cm) d'après Jean-Baptiste Lallemand[11]
- Vue du Prieuré de Larrey (21 × 34,5cm) d'après Jean-Baptiste Lallemand[12]
- Vue de la Ville et du Château de Versailles (20,6 × 34,3 cm) d'après Louis-Nicolas de Lespinasse[13]
- Vue de la Ville de Naples prise du palais de Capo di Monte (22,8 × 34,3 cm) d'après Claude-Louis Châtelet[14]
- Vue du Desert de la Grande Chartreuse (20. × 34,8 cm) d'après Olivier Le May[15]

## Galerie

Gravures de Jeanne Deny
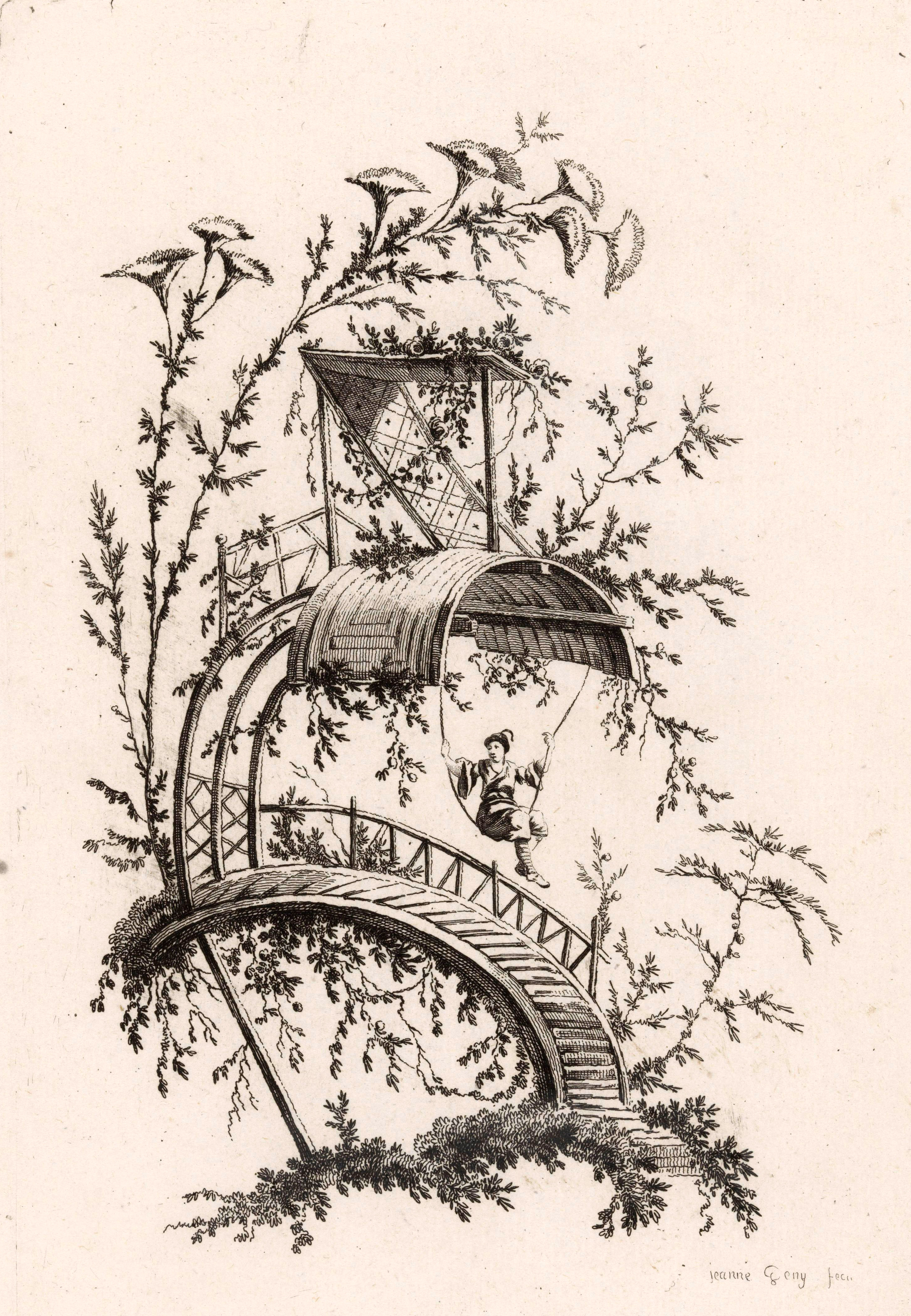
Baraque chinoise : Homme sur une balançoire
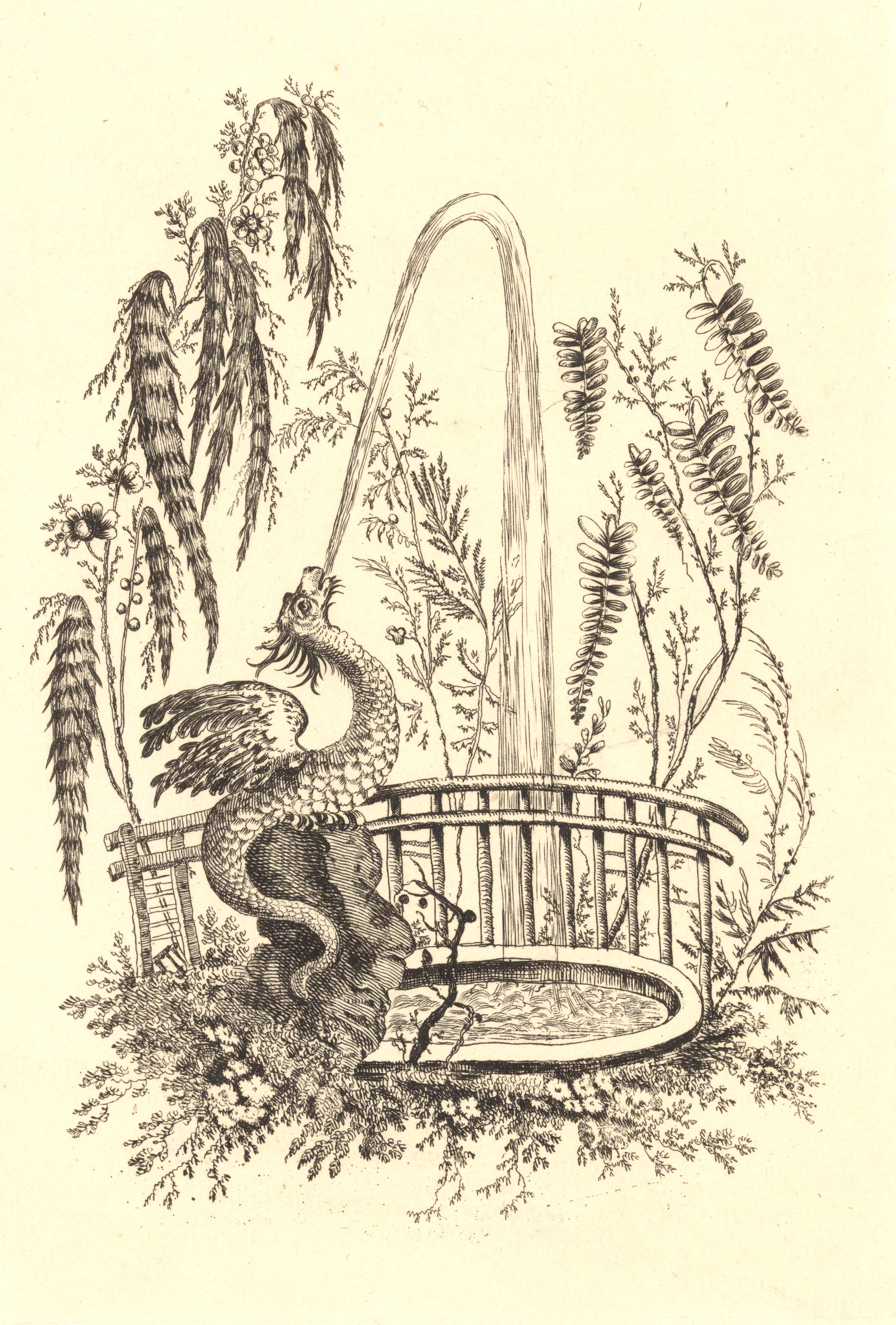
Fontaine chinoise au dragon
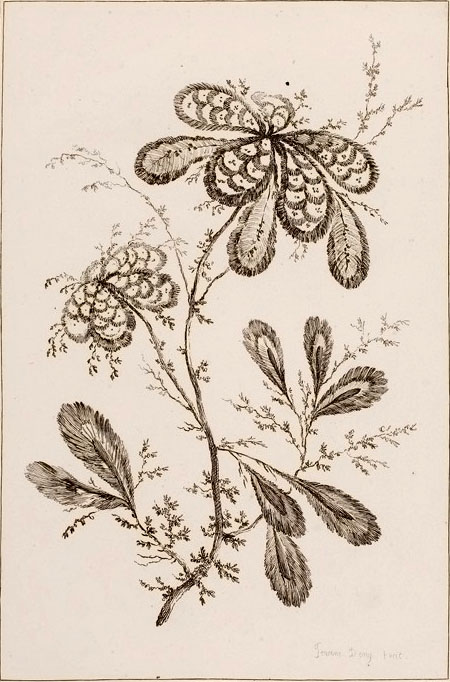
Fleurs idéales
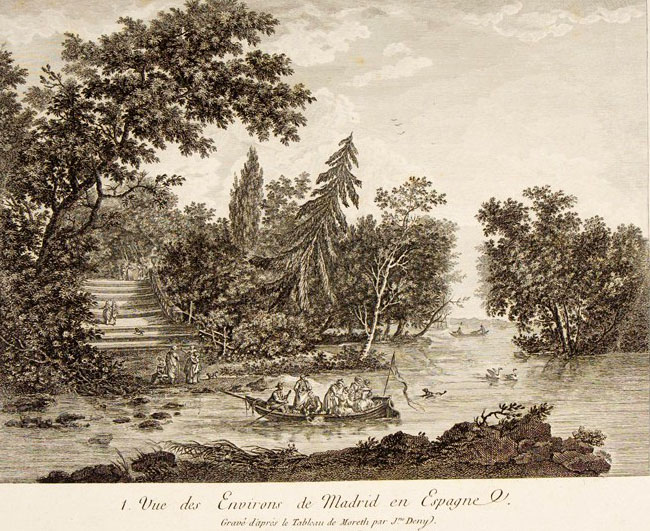
Vue des environs de Madrid
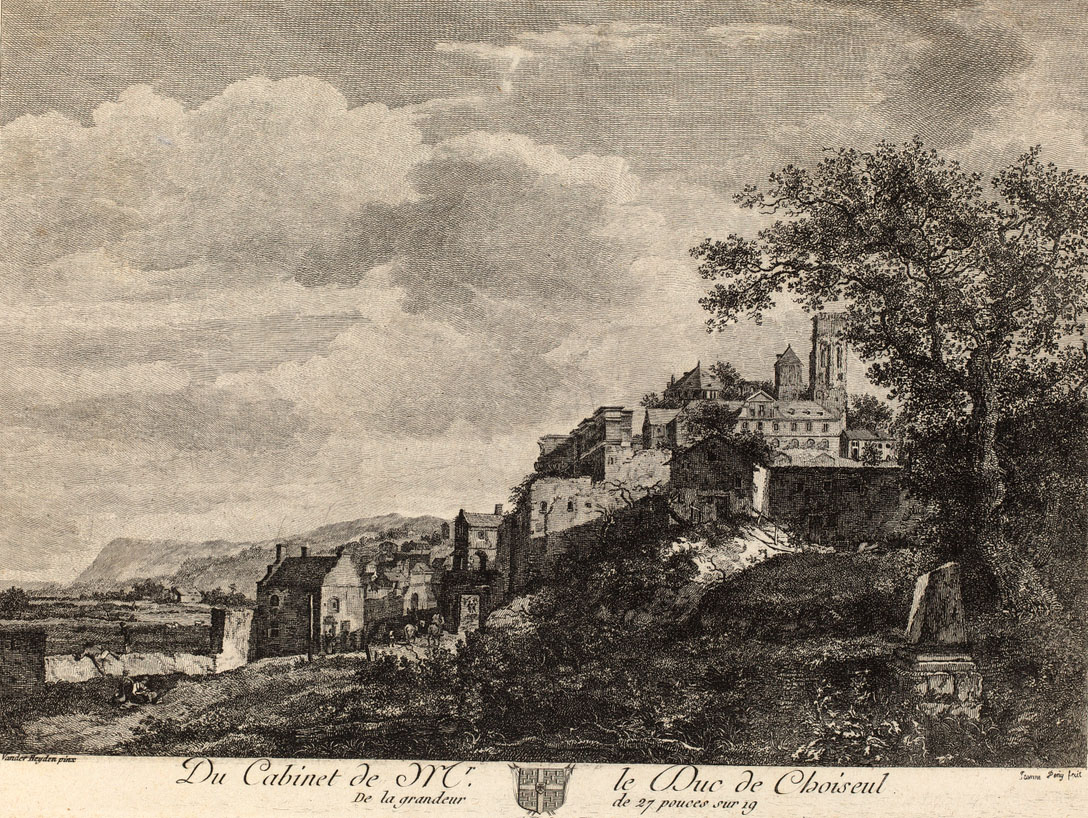
Vue d'Hilltown

## Musées et collections publiques

### France
- La Roche-sur-Yon, musée municipal : couple de bourgeois[16]
- Paris
  - Bibliothèque nationale de France, Gallica : Cérémonial de l'acte de naissance du Roi de Rome[17], Vue des montagnes près d'Alexandrie[18]
  - Musée Carnavalet : Inauguration de la statue de Louis XV[19]

### Pays-Bas
- Rijksmuseum, Amsterdam[20].

### États-Unis
- Metropolitan Museum of Art, New York[21].
- National Gallery of Art, Washington[22].
- San Francisco De Young Museum[23].

### Royaume-Uni
- Londres, British Museum : : Paysage montagneux[24], Cheval blanc[25].